# Catello de Castellammare
São Catello (século IX) é um santo italiano, patrono da cidade portuária de Castellammare di Stabia, e cuja festa ocorre a cada dia 19 de janeiro.
É o santo protetor dos forasteiros. Era amigo de Santo Antonino de Sorrento. Catello era bispo de Castellammare, mas desejava tornar-se eremita. Por isso, outorgou a Antonino a tarefa de substituí-lo, e retirou-se para o Monte Áureo. Mas Antonino tinha ele próprio a intenção de também tornar-se eremita, então Catello retornou a sua sé. Porém, a vocação para a vida de eremita levou Catello a retornar ao Monte Áureo, passando então a dedicar-se esporadicamente a sua diocese.
Uma visão de São Miguel Arcanjo convenceu os dois amigos a erigirem um oratório de pedra. Subsequentemente, Catello foi acusado de feitiçaria por um padre chamado Tibeio de Stabia, e foi mantido cativo em Roma até que um novo papa o libertasse. Ele voltou então para sua cidade e dedicou-se a expandir a igreja que tinha ajudado a fundar.
Os habitantes de Sorrento, entretanto, convenceram Antonino a se estabeler na cidade. Ele tornou-se abade do monastério beneditino de São Agripino.
O detalhes da vida de São Catello baseiam-se nos escritos de um cronista anônimo do final do século IX e seu culto foi confirmado pela Sagrada Congregação dos Ritos em 13 de setembro de 1729.